# Партия на ромите
Партия на ромите (на румънски: Partida Romilor; на ромски: Partida le Romenge), известна преди като Социалдемократическа партия на ромите (Partida Romilor Social-Democrată) е политическа партия в Румъния която представлява циганското малцинство в страната. Неин председател е Николае Паун.